# ねとらん者 THE MOVIE
『ねとらん者 THE MOVIE』（ねとらんもん・ザ・ムービー）は、2004年11月24日にソフトバンクパブリッシングより発売されたOVA作品。同社刊の雑誌『ネットランナー』創刊5周年記念企画。付録として「任意たんフィギュア」が同梱されている。

## 概要
バーチャルネットアイドルや萌え擬人化キャラ、果てはひろゆきを始めとする実在の人物まで入り乱れてというスター・システムを用いた作品。
特徴としては、パッケージやディスク再生時に「無断複製禁止」ないしそれに類する警告表示が一切見当たらない点がある。その理由は明らかにされていない。
なお、正式タイトルは「ねとらん者 THE MOVIE #1 ネットのすみでブログと叫ぶ」であるが、続編の「#2」は製作されなかった。

## 登場キャラクター
BBランナー（ビービーランナー）
声 - 山口勝平
主人公。ネッキャラ界を救う勇者に選ばれた。
乱奈（らんな）
声 - 榎本温子
BBランナーの妹。
ちゆ12歳（ちゆじゅうにさい）
声 - 桃井はるこ
ネッキャラ界に伝わる3人の乙女の一人。ネッキャラ界を救うため、BBランナーに助けを求めに来た。
ビスケたん
声 - 宍戸留美
ネッキャラ界に伝わる3人の乙女の一人。お兄ちゃん詐欺を装って電話をかけた。
任意たん（にんいたん）
声 - 平井理子
ネッキャラ界に伝わる3人の乙女の一人。
ひろゆき
声 - 水島大宙
管理人。
侍魂 健（さむらいだましい けん）
声 - 大塚芳忠
アフロのまま丁髷を結った侍。
モナー
声 - 千葉繁
ひろゆきのペット。
うにゅう
声 - 新井義幸（はりけ〜んず）
任意たんの相方。
中々（チュンチュン）
声 - 前田登（はりけ〜んず）
ちゆ12歳の友達。関西弁。
ハバネロたん
声 - 野川さくら
ハバネロを擬人化した少女。神出鬼没で、どこかの扉を開けた際に一瞬だけなぜかトイレシーンが映る。
ぽよよん・ろっく
声 - とろ美

編集長（ご主人様）
声 - 千葉繁
ネッキャラ界を我が物にしようと企む悪人。
ゴーツ
声 - 原沢勝広

シバモリ
声 - 羽多野渉

ジャンキーズ
声 - 中川翔子
ご主人様に仕えるメイド姿の手下。

## スタッフ
- 監督・コンテ・演出 - 鎌田祐輔
- プロット原案 - 玉井☆豪
- 脚本 - 神戸一彦
- キャラクターデザイン・総作画監督 - ぽよよん・ろっく
- メカデザイン - 小原渉平
- 作画監督 - 竹上貴雄、渡辺真由美、針金屋英郎、鎌田祐輔
- 美術監督 - 緒続学
- 美術設定 - 金平和茂
- 3DCGディレクター - 上野洋樹
- 色彩設計 - 井上健太郎
- 撮影監督 - 渡辺宣之
- 編集 - 坂本雅紀
- 音響監督 - 飯田里樹
- 音楽 - Revo
- プロデューサー - 鈴木良幸
- アニメーション制作 - スタジオ雲雀
- 製作 - ソフトバンクパブリッシング、凸版印刷

## エンディングテーマ
「LiNK」
作詞・作曲・編曲 - Revo / 歌 - Aramary / 音響制作 - Sound Horizon